# Radenko Pilčević
Radenko Pilčević (serbisch-kyrillisch Раденко Пилчевић; * 15. Dezember 1986 in Gornji Milanovac, SR Serbien) ist ein serbischer Basketballspieler. Pilčević, der zunächst nur in seinem Heimatland in den beiden höchsten Spielklassen aktiv war, war von 2009 an drei Spielzeiten in der höchsten deutschen Spielklasse Basketball-Bundesliga für den Mitteldeutschen BC und die LTi Gießen 46ers aktiv. Anschließend setzte er seine Karriere auf dem Balkan fort und spielte neben seiner Heimat in Mazedonien, Ungarn, Rumänien und der Slowakei.

## Karriere
Pilčević spielte bis 2008 für Vereine der zweiten serbischen Spielklasse in Čačak, Kraljevo, Kosjerić und Zrenjanin. In der Saison 2008/09 war er dann für den KK Borac in Čačak in der höchsten serbischen Spielklasse Košarkaška liga Srbije aktiv. In dieser Spielzeit konnte er auf sich aufmerksam machen und wurde vom deutschen Erstliga-Aufsteiger Mitteldeutscher (MBC) aus Weißenfels verpflichtet. Nach einer erfolgreichen Basketball-Bundesliga 2009/10, in der man den Klassenerhalt frühzeitig sicherte und nur knapp eine Platzierung in den Play-offs um die deutsche Meisterschaft verpasste, hoffte man auf eine noch bessere Basketball-Bundesliga 2010/11, in denen man die Play-offs anpeilte. Dies missriet jedoch beinahe völlig und am Ende der Spielzeit rutschte man auf die Abstiegsplätze. Der bisherige MBC-Trainer Björn Harmsen wechselte zum bisherigen Ligakonkurrenten LTi Gießen 46ers und nahm seinen Aufbauspieler mit. Die Gießener, die nur knapp vor dem MBC den Klassenerhalt erreicht hatten, waren jedoch in der Basketball-Bundesliga 2011/12 kaum erfolgreicher und belegten am Ende wie der MBC ein Jahr zuvor den vorletzten Tabellenplatz. Während der Gießener Verein über den Erwerb einer Wild Card die Spielberechtigung für eine weitere Erstliga-Spielzeit erlangte, verließen neben Trainer Harmsen auch Spieler Pilčević den Verein. Pilčević ging zurück auf den Balkan und spielte in der Saison 2012/13 für den KK Feni aus Kavadarci in Mazedonien. Nach einer Verletzung zum Jahresende 2012 bestritt er dort jedoch keinen Einsatz mehr und war erst zu Beginn der Saison 2013/14 bei seinem ehemaligen Verein Crnokosa Kosjerić in der höchsten serbischen Spielklasse wieder aktiv. Dort konnte er jedoch wieder nachhaltig auf sich aufmerksam machen und wurde am Jahresende 2013 vom auch international agierenden Verein KK Radnički aus Kragujevac verpflichtet. Nachdem dieser im Eurocup 2013/14 unter anderem gegen den deutschen Vertreter Alba Berlin in der Runde der besten 32 Mannschaften, wechselte Pilčević zum ungarischen Verein Olaj KK aus Szolnok, mit dem er den Einzug in das Final-Four-Turnier der EuroChallenge 2013/14 erreichte. 2017 unterschrieb er bei Science City Jena und kehrt wieder in die Basketball-Bundesliga zurück. Dort wurde sein Vertrag nach drei Spieltagen bereits wieder aufgelöst, woraufhin er zu seinem vorherigen Verein KB Košice in die slowakische Extraliga zurückkehrte.